# Torhowyzja (Dubno)
Torhowyzja (ukrainisch Торговиця; russisch Торговица Torgowiza, polnisch Targowica, deutsch Targowitz) ist ein Dorf in der Ukraine mit etwa 290 Einwohnern (2020). Es liegt im Rajon Dubno der Oblast Riwne an der Mündung der Ikwa in den Styr, etwa 22 Kilometer südlich von Luzk und 59 Kilometer westlich der Oblasthauptstadt Riwne.

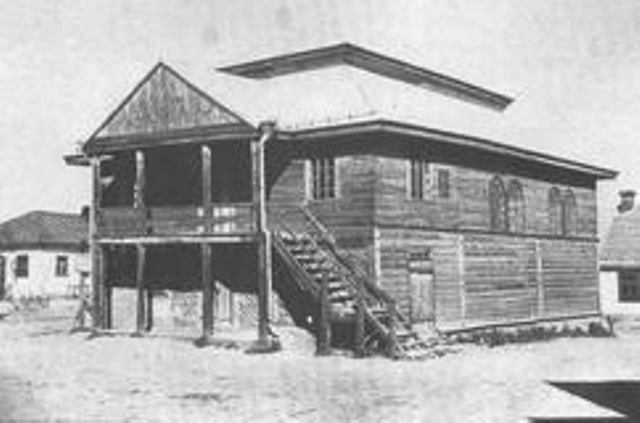
Abgegangene Synagoge um 1930

Am 3. September 2015 wurde das Dorf Teil der neu gegründeten Landgemeinde Pidloszi (Підлозцівська сільська громада Pidlosziwska silska hromada). Bis dahin bildete das Dorf zusammen mit den Dörfern Sawallja (Завалля), Lychatschiwka (Лихачівка) und Nowe (Нове) die Landratsgemeinde Torhowyzja. im Rajon Mlyniw.
Am 17. Juli 2020 wurde der Ort Teil des Rajons Dubno.
Im Dorf stand bis zum Zweiten Weltkrieg eine zu Beginn des 19. Jahrhunderts erbaute, hölzerne Synagoge.